# Dobromyśl (Neder-Silezië)
Dobromyśl is een dorp in de Poolse woiwodschap Neder-Silezië. De plaats maakt deel uit van de gemeente Kamienna Góra.